# Métropole de Chio, Psará et Inoussès

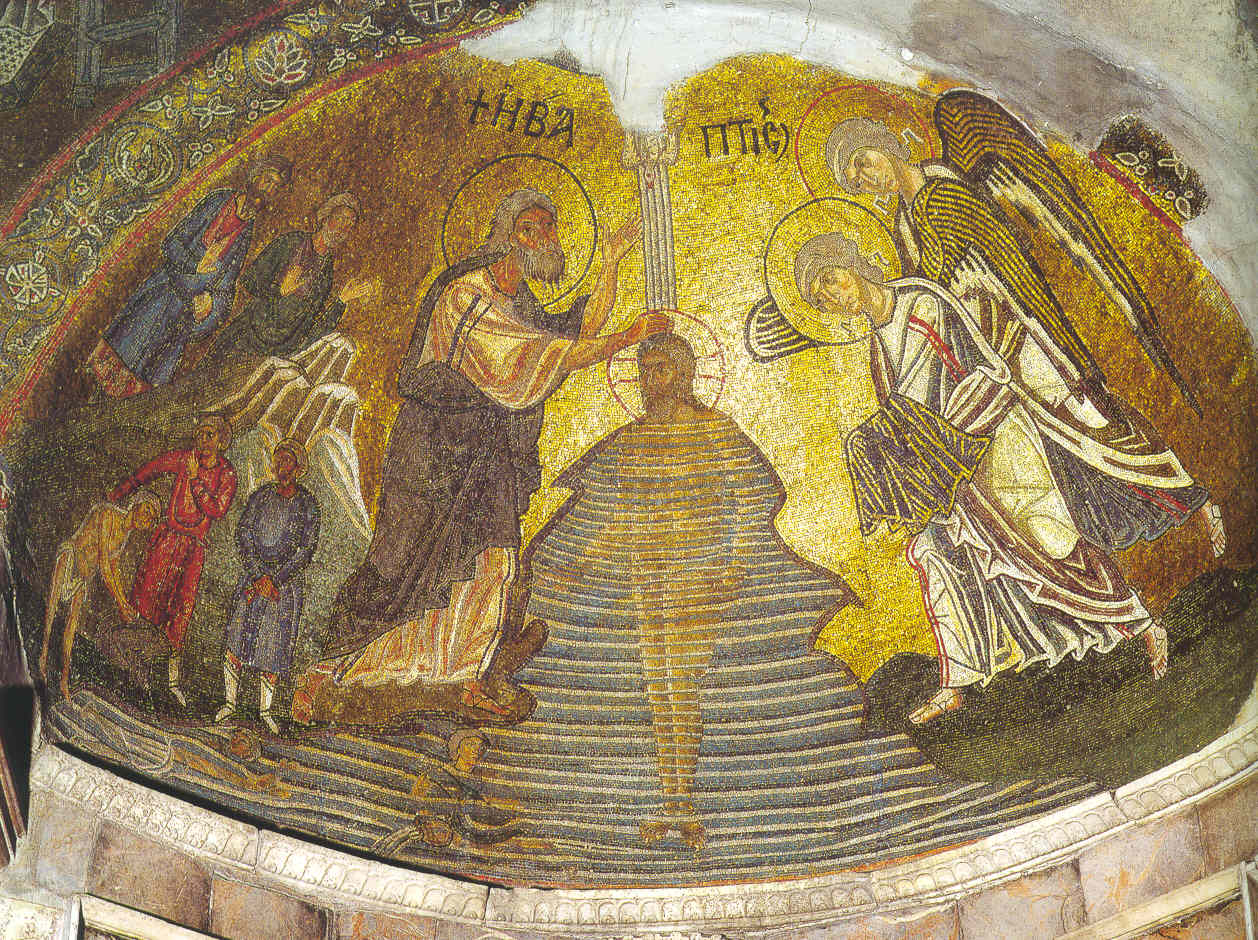
Le baptême du Christ, mosaïque, monastère dit Néa Moni.

La métropole de Chio, Psará et Inoussès (en grec byzantin : Ιερά Μητρόπολις Χίου, Ψαρών και Οινουσσών) est un évêché du Patriarcat œcuménique de Constantinople, provisoirement autorisé à participer à la vie synodale de l'Église orthodoxe de Grèce. Elle a son siège dans la ville de Chio et elle étend son ressort sur les trois îles de sa titulature : Chio, Psará et Inoussès.

## La cathédrale
- C'est l'église des saints Minas, Victor et Vincent à Chio.

## Les métropolites
- Marc (né Vassilakis) depuis le 7 octobre 2011.
- Denis (né Baraïctaris à Kalimérianos en Eubée) depuis 1979.

## Le territoire

### Doyenné de la ville de Chio
19 paroisses

### Doyenné de Kambos
14 paroisses

### Doyenné de Vrontados
14 paroisses dont Saint-Nicolas d'Inoussès.

### Doyenné de Kardamyla
9 paroisses

### Doyenné de Volissos
13 paroisses

### Doyenné de Kourouvia
10 paroisses

### Doyenné de Chalion
10 paroisses

### Doyenné de Neptia
12 paroisses

### Doyenné de Pyrgion
9 paroisses

## Les monastères

### Monastères d'hommes
- Monastère Saint-Marc fondé en 1700.
- Monastère des Saints-Pères fondé en 1570.
- Monastère Notre-Dame de la Source Vivifiante fondé au XVIIIe siècle.
- Monastère de la Mère de Dieu Myrtidiotissa fondé en 1887.

### Monastères de femmes
- Néa Moni fondé en 1042 à Karyès.
- Monastère Saint-Minas fondé en 1586 à Néo Chori.
- Monastère Sainte-Matrone de Chalandra fondé en 1660 à Mesa Didyma.
- Monastère de la Mère de Dieu Plakidiotissa fondé en 1625 à Kallimasia.
- Monastère des Saints Anargyres fondé au XVIIe siècle à Thymiana.
- Monastère des Taxiarques fondé en 1844 à Nénita.
- Monastère Saint-Constantin fondé en 1901 à Thymiana.
- Monastère de la Mère de Dieu secourable fondé en 1930 à Chio.

## Les solennités locales
- Saint Macaire archevêque de Corinthe (fête le 17 avril) qui repose à Vrontados.
- Saint martyr Isidore de Chio (fête le 14 mai).
- Sainte Marcelle (fête le 22 juillet).
- Saints martyrs Minas, Victor et Vincent (fête le 11 novembre) en la cathédrale de Chio, anniversaire de la libération de l'île.

## Les sources
- (el) Le site de la métropole : http://www.imchiou.gr
- Diptyques de l'Église de Grèce, éditions Diaconie apostolique, Athènes (édition annuelle).